# Florecen los nardos
«Florecen los nardos» es una canción compuesta por el músico argentino Luis Alberto Spinetta e interpretada por Almendra en el álbum doble Almendra II de 1970, segundo y último de la banda. 
Almendra estuvo integrada por Luis Alberto Spinetta (primera voz y guitarra), Edelmiro Molinari (voz, primera guitarra y órgano), Emilio del Guercio (voz, bajo, órgano y piano) y Rodolfo García (voz y batería). En el tema la primera voz es de Luis Alberto Spinetta y el largo solo de guitarra eléctrica de Edelmiro Molinari.

## Contexto
En 1970 el mundo sufría la Guerra Fría. Argentina vivía bajo una dictadura que había disuelto todos los partidos políticos y que buscaba garantizar la alineación de la Argentina con los Estados Unidos en aquella confrontación global. Tres años antes el Che Guevara había sido asesinado mientras organizaba un movimiento guerrillero en Bolivia. En Argentina desde el año anterior habían comenzado a producirse levantamientos populares insurreccionales como el Rosariazo y el Cordobazo, con participación masiva de la juventud, que se había convertido en esos años en un sujeto histórico novedoso. Ese año aparecerían las dos grandes organizaciones guerrilleras que actuaron en el país, Montoneros -de tendencia peronista- y el Ejército Revolucionario del Pueblo (ERP) -de tendencia marxista-.  
Almendra, banda liderada por Luis Alberto Spinetta, apareció en 1969, renovando radicalmente la música popular argentina y latinoamericana, especialmente el rock cantado en español. Junto a Los Gatos -banda precursora- y Manal, Almendra es considerada parte del trío fundador del "rock nacional", como se conoció en Argentina ese movimiento musical, generacional y cultural.
Al finalizar 1969 Almendra publicó un álbum revolucionario sin título, con un dibujo caricaturizado de un extraño hombre en la tapa, conocido luego como Almendra I, que alcanzó un éxito histórico. Prácticamente todos los temas de ese álbum se volvieron clásicos del rock nacional ("Plegaria para un niño dormido", "Ana no duerme", "Fermín", "A estos hombres tristes", "Color humano", "Figuración") y por sobre todos ellos "Muchacha (ojos de papel)", que se convirtió en un hit histórico, mantenido a través de las décadas.
Convertidos en estrellas de rock, Almendra encaró 1970 con el proyecto de preparar una ópera rock. Sin embargo, las presiones de la fama y las diferencias entre los proyectos musicales de sus integrantes, produjeron una crisis interna del grupo que llevó a la sorpresiva separación de la banda en septiembre de 1970.
Ya separados, a fines del año 1970, con material grabado entre julio y octubre, lanzaron Almendra II, un álbum doble completamente diferente de Almendra I, mucho más roquero y psicodélico, influido por el consumo de LSD, que muestra los diferentes enfoques de los miembros de la banda y la necesidad de experimentación que sentían.

## El tema
El tema es el 12º tema, segundo del Disco 2 (Lado A) del álbum doble Almendra II. El tema tiene dos momentos claramente diferenciados: los primeros cuatro minutos (hasta el minuto 3:52) es un rock duro instrumental basado en un riff de guitarra y bajo simultáneos, con un largo solo de guitarra eléctrica realizado por Edelmiro Molinari; el último minuto (1:31) se transforma en una canción folk.
La letra es brevísima y sin estribillo. En la primera estrofa el cantante se pregunta "cuál es la pregunta". En la segunda estrofa el cantante le habla a un combatiente sobre su herida:

Oye legionario,
debes pasarme las manos,
por esta herida,
que no aguanto...
"Florecen los nardos" (fragmento)

Spinetta menciona el tema en Spinetta: crónica e iluminaciones y explica que se refiere a la Guerra de Vietnam (1964-1973), en pleno proceso por aquel entonces y en general de los procesos revolucionarios de la época:

Me acuerdo de que disfrutábamos de la frase "Oye legionario, debes pasarme las manos,
por esta herida, que no aguanto..." Hablábamos de Vietnam, de mil cosas más. Sabíamos que estábamos dedicados a quemarle la peluca a la gente. Queríamos el paroxismo, que nuestra música pudiera desintegrarse y llevarnos a una relación vertiginosa, a un cambio profundo.
Luis Alberto Spinetta

Una década después, Spinetta volvía a hablar sobre la significación de la Guerra de Vietnam en su obra:

Es la guitarra eléctrica como espada de fuego contra los reaccionarios, contra la muerte, contra Vietnam, contra el Vietnam de acá, contra el exterminio, contra la bomba atómica, contra los que intoxican la tierra y los mares.
Luis Alberto Spinetta